# إيطاليو الصومال
إيطاليو صوماليا (بالإيطالية: Italo-somal)‏ الإيطاليين الصوماليين أو هم أحفاد المستعمرة الصومالية من المملكة الإيطالية، وكذلك الإيطالييون المقيمون فترات طويلة في الصومال.
بدأت مملكة إيطاليا لاختراق الصومال في الثمانينات من القرن التاسع عشر، وحتى إنشاء مستعمرة حقيقية في مطلع القرن العشرين. وقد تم توسيع المستعمرة الصومالية كمكافأة لفوز إيطاليا في الحرب العظمى (1915-1918).
بعد أن بدأت الحرب العالمية الأولى ليصل في الصومال الإيطالي العائلات الأولى من المستوطنين الإيطاليين، خصص أساسا لاستصلاح الزراعي وتخصيبها مناطق شبيلي وجوبا. كان الأكثر شهرة من هذه المستعمرات قرية أبروتسو (التي تسمى الآن "جوهر")، التي تأسست في عام 1920 من قبل دوق سافوي لويجي أميديو - أوستا. وكان خط سكة حديد مقديشو - فيلابروزيالسكك الحديدية في مقديشو (رسم باللون الأخضر) نشط بين عامي 1914 و1941.
في عام 1936، بعد الحرب في إثيوبيا، أصبحت الصومال جزءا من شرق أفريقيا الإيطالية مع اريتريا، وأضيفت إلى أوغادين.